# St. Katharinen (Schildow)

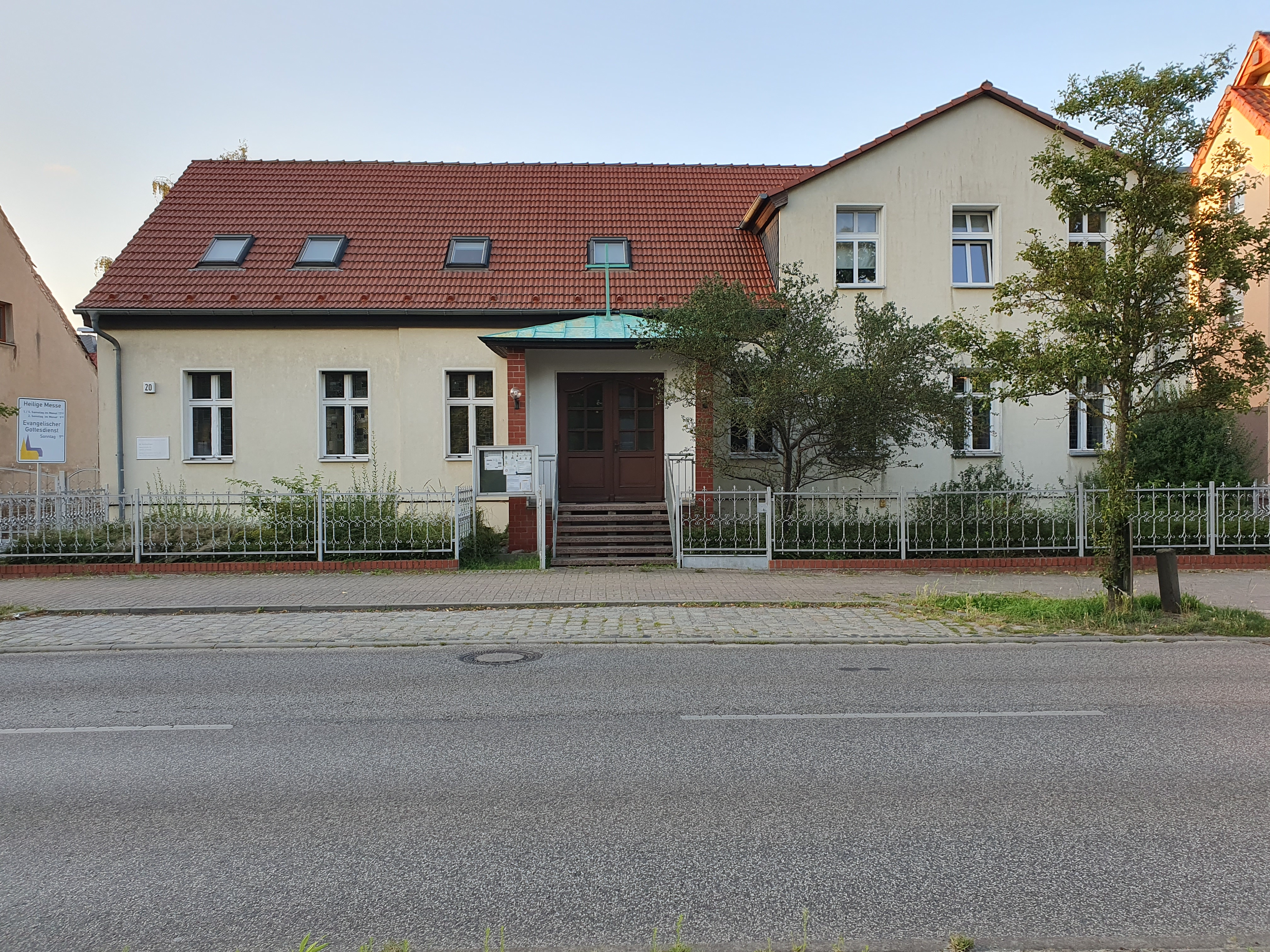
Ansicht von der Schildower Hauptstraße

Die römisch-katholische Kirche St. Katharinen ist ein Kirchengebäude im Ortsteil Schildow der Gemeinde Mühlenbecker Land im Landkreis Oberhavel des deutschen Bundeslandes Brandenburg.

## Architektur
Die Kirche wurde am 9. Mai 1948 in einem ehemaligen Gasthof eingerichtet. Die Bereitstellung von katholischen Kulträumen war erforderlich geworden, nachdem mit Ende des Zweiten Weltkriegs große Flüchtlingsströme aus stärker katholisch geprägten Teilen Preußens, wie z. B. Schlesien, im Berliner Raum Zuflucht fanden.